# ميكي كوياما
ميكي كوياما (باليابانية: 小山美姫) هي سائقة سباق يابانية، ولدت في 5 سبتمبر 1997 في ساغاميهارا في اليابان.

## روابط خارجية
- ميكي كوياما على موقع DriverDB.com (الإنجليزية)